# Estados Unidos nos Jogos Olímpicos de Verão de 1948
Os Estados Unidos da América competiram os Jogos Olímpicos de Verão de 1948 em Londres, Reino Unido. Ficaram em primeiro lugar no ranking geral, com 38 medalhas de ouro, 27 de prata e 19 de bronze.